# Прокупље
Прокупље је градско насеље и седиште истоимене територијалне јединице у Србији. Административни је центар Топличког управног округа. Према попису из 2022. било је 24.627 становника. Прокупље је добило статус града у јуну 2018. Град се развио на месту античког Хамеума, а свој назив је добио по Цркви Светог Прокопија, која потиче из 10. века.

## Географија
Област Топлица се налази на југу Србије, у области централног Балкана. Река Топлица, по којој је читав крај добио име, извире испод самог Панчићевог врха на Копаонику и тече на исток, у дужини од 136km и улива се у Јужну Мораву, недалеко од Ниша.
Плодно тле, идеална надморска висина, рудно богатство, богатство термалних и минералних извора, долинске равнице и брдовито залеђе са многобројним могућностима експлоатације, врло рано су привукли праисторијске заједнице да на таквим изузетно погодним местима заснују своја станишта што је и потврђено археолошким истраживањима.

## Историја
Најстарија неолитска станишта из старијег каменог доба (старчевачка култура - средњи неолит) приближно 7. или 6. миленијума пре нове ере налазе се у селу Вича (откривено 1909. године), у Доњој Трнави и Доњој Бресници. У Плочнику је 1927. године откривено значајно насеље које је на основу остатака архитектуре и покретног археолошког материјала хронолошки опредељено у касни неолит и енеолит (млађе камено и рано бакарно доба) из периода 4-3. миленијума пре нове ере. Локалитет се и данас истражује.

### Стари век
Мирни развој људских заједница током неолита који је трајао више хиљада година, у Јужном Поморављу прекинут је продором носиоца Бубањско-хумске културе, динамичних степских сточара из области Понта и јужне Русије, који се појавио и стабилизовао у области бугарског и румунског Подунавља. Под притиском, староседелачко становништво се померало или сажимало са новопридошлим елементима и у том мешању настају и прве заједнице Индоевропљана на Балкану који се касније, од 13. века пре нове ере диференцирају као Илири, Трачани, Трибали и Дарданци који насељавају и ове пределе.
Из периода дарданске доминације у Топлици, у селу Доња Топоница откривена је и истражена некропола спаљених покојника, сахрањених у урнама са прилозима у оружју и накиту. Крајем 4. века пре нове ере, већина дарданских насеља била је разорена што се доводи у везу са победом Филипа и Александра Македонског над Дарданцима 345. п. н. е. Касније су их покорили Римљани, у тзв. Дарданском рату од 75-73. године. У 1. веку пре нове ере Римљани су освајили Балканско полуострво. У другој половини 1. века нове ере, римска власт се успешно консолидовала на читавој територији данашње Србије (провинција Горња Мезија) и ту су биле стациониране две римске легије: IV Флавија и VII Клаудија.
Од 1. до 4. века домородачко становништво Топлице је било изложено процесу романизације (прихватање римске културе, језика и религије). У освојеним областима Римљани су градили путеве и војна утврђења, што ће бити зачетак урбанизације у освојеним провинцијама. Изградили су познати војнички пут виа милитарис чија је деоница од Ниша према Љешу пролазила Топлицом.
На тлу Прокупља, римски град Хамеум документован је у траговима материјалних остатака римске културе јер је град познат као важна раскрсница на путу Наисус - Лисус (Ниш-Љеш у Албанији). Римски трагови нађени су, такође, на брду Хисару и код Латинске цркве.

### Средњи век
Словени у 5. и 6. веку прелазе Дунав и насељавају територију Византијског царства. Они су дали име реци на основу топлих извора који се у њу уливају. Током 9, 10 и 11. века Топлица је насељена српским живљем, али под влашћу Византије. Прокупље се, можда, тада звало Топлица. Много касније, путописци који су прошли кроз град називају га Доплитз-град на Топлици или Топлитз, што је у исто време назив града, реке и области.
У 12. веку Топлица је у саставу Немањине државе. Прва Немањина престоница и двор налазили су се у близини Куршумлије. Ту су и његове прве задужбине, манастири Светог Николе и Пресвете Богородице. После битке на Морави 1190. године и победе византијског цара Исака Анђела, поражени Стефан Немања, после пустошења Топлице, двор премешта у Рас, а Топлица као погранична област према Византији губи свој ранији значај. Не зна се поуздано како се град називао у доба владавине великог српског жупана Стефана Немање.
У време архиепископа Саве и добијања аутокефалности српске цркве 1219. године, Топличка епископија бива обновљена. Српски краљ Стефан Дечански ратовао је са Бугарима и победио их на пољу Добрич у близини Прокупља. Кнез Лазар Хребељановић је 1386. нанео тежак пораз Турцима код Плочника.
Ниједан догађај у српској историји није оставио тако дубок траг и трајан утисак као Косовска битка из 1389. године. Историјска наука ни до данас није расветлила појединости у вези са овом битком. Оно што је сигурно то је да је кнез Лазар припремајући се за нову битку позвао и сву властелу из Топлице. Народна традиција ће улогу топличке властеле у Косовском боју подићи до неслућених висина. У народном предању срећемо Југ Богдана и његових девет синова као господаре Прокупља, Милана Топлицу као господара Средње Топлице, а Ивана Косанчића као господара Горње Топлице и Косанице. И данас постоје куле у Топлици. Југ Богданова Кула у Прокупљу, Кула Милана Топлице у Вичи и Кула Косанчић Ивана у селу Иван Кула.
Народна традиција везала је име Југ-Богдана за град Прокупље. Латинска црква позната је и као Југ-Богданова црква, Хисар је град Југ-Богданов, кула поред Топлице зове се Југ-Богданова, а ту је и село Југбогдановац. Властелин Југа могао би бити иста личност са Југ-Богданом који се спомиње међу 24 „добра човека” који су учествовали у изради Закона о рудницима, а за које се у предговору деспота Стефана Лазаревића каже да нису били из Новог Брда. Властелин Југа имао је поседе у суседној области Дубочици (лесковачки крај). Средњовековни град у Прокупљу је крајем 15. века као значајно насеље на путу ка Приморју и Дубровнику имао статус града какав су имали Крушевац, Сталаћ, Бован, Петрус и Лесковац.
После Косовске битке, Топлицом је владала кнегиња Милица, односно њен син Стефан (1389—1427) под врховним турским суверенитетом. Из овог периода значајно је и то што ће кнегиња Милица први пут поменути данашњи назив града као град Светог Прокопија 1395. године у повељи упућеној светогорском манастиру Светом Пантелејмону. Отуда и град је добио назив по свецу Св. Прокопију чије су мошти из Ниша 1386. године пренете у цркву испод брда Хисар.
После смрти деспота Стефана 1427. године на српски престо долази Ђурађ Бранковић (1427—1456). Господар Прокупља у то време је он. Када су 1439. године Турци загосподарили Деспотовином и Топлица ће се наћи под Турцима. Заједничким снагама, војске Ђурђа Бранковића и угарског војсковође Јаноша Хуњадија ослободиле су Прокупље 1444. године. На Сегединском миру Прокупље је поново враћено Србима, али се помиње под турским називом Урћуб (Оркуб).
Турски султан Мехмед Освајач је 1451. године поклонио својој маћехи султанији Мари, ћерки деспота Ђурђа Бранковића, Топлицу и Дубочицу и да је она прошавши кроз Прокупље и Топлицу стигла до манастира Свете Богородице испод Куршумлије, где се замонашила. После пада већег дела Деспотовине и Прокупље је коначно под Турском влашћу од 1454. године.
Једини данашњи манастир у Топлици подигнут је у 14. веку на падинама Великог Јастрепца у Ајдановцу, као метох манастира Наупаре и посвећен Светом Георгију. Живописан је крајем 15. века, а фреске у цркви које нису у потпуности сачуване рад су провинцијских мајстора-фреско сликара.

### Турска владавина
Према турској административној подели Прокупље ће припасти санџаку Алаџа-Хисар (турски назив за Крушевац) који је у саставу беглербеглука Румелија. Оваква територијална подела постојала је до 1833. године. Прокупље и Куршумлија су кадилуци. Целокупну власт има кадија који суди и субаша који извршава његове одлуке. О насељу и животу о њему у том периоду сазнајемо из ретких записа путописаца и из дубровачких архива.
Према тим изворима Прокупље је у 16. и 17. веку било седиште велике дубровачке колоније чији су трговци из Топлице извозили вуну, кожу и восак, а довозили производе са запада, пре свега из Венеције. У доба процвата дубровачке колоније средином 17. века у Прокупљу је живело 60 дубровачких трговачких породица, у чијем власништву је било 50 дућана. Период постојања дубровачке колоније је време привредног и културног процвата Прокупља и околине. Трагови постајања колоније сачувани су и до данас то су: «Латинска црква» у подножју Хисара, дубровачко гробље поред ње, назив дела града у којем су живели дубровачки трговци-Царина и Табак махала српски део у коме су Срби обрађивали кожу.
Ратови између Аустрије и Турске, први, 1683—1689. године и други 1737-1739. године довели су до престанка рада дубровачке трговачке колоније у Прокупљу, али и до низа других промена у Прокупљу. Прокупље је у првом Аустро-турском рату било значајно стратегијско место. Аустријски генерал Пиколомини је заузео Прокупље 1689. године, али после пораза на Косову аустријска војска је приморана на повлачење 1690. године. У страху од одмазде Турака са аустријском војском се повлачи и српски народ. Топличани су прикључили великој сеоби Срба под Арсенијем III Чарнојевићем 1690, а нарочито у другој сеоби 1737. коју је предводио Арсеније IV Шакабента. После те сеобе Топлица је скоро опустела, а Турци су у ове крајеве населили Албанце, а нешто касније и Черкезе (по којима и данас један део Прокупља носи назив Черкеска махала).
У Првом српском устанку, по налогу Карађорђа, а у циљу обезбеђења позадине код Делиграда, Станоје Главаш је са 2500 пешака, 500 коњаника и једним дрвеним окованим топом 8. септембра 1806. године ослободио Прокупље од Турака, а већ сутрадан устаници су ослободили и Куршумлију. На коначно ослобођење од Турака Прокупље ће чекати до 18. децембра 1877. године.
У Другом српско-турском рату (1877—1878) јединице Ибарске дивизије под командом Стевана Биничког продрле су у Топлицу и на дан Светог Николе 18. децембра 1877. године ослободиле Прокупље. Други српско-турски рат донео је коначно ослобођење Топлици после 423. године турске владавине, али ће Топлица за свој коначни статус чекати до Берлинског конгреса (од 13. јуна до 13. јула 1878. године) по чијим одлукама Србија добија независност, а Топлица је припојена Србији.

### Након независности
Убрзо по ослобођењу Прокупље постаје седиште Топличког округа са срезовима: Прокупачким, Куршумлијским, Ибарским и Вучитрнским, а по враћању Косова и Метохије Турској 1879. године Топличком округу се припаја Добрички и Јабланички срез. После ослобођења од Турака у Топлици долази до етничких промена. Још у току рата, а и касније, готово целокупно муслиманско становништво (Турци, Албанци и Черкези) иселило се из Топлице. У напуштена насеља се вратило српско становништво. Насељавање Топлице је трајало до почетка 20. века. Да би спречила стихијност у насељавању, српска влада донела је неколико закона о насељавању.
Синиша Љепојевић у књизи „Косово и Метохија, реалност, економија и заблуде“, на 116. страни доноси податак да после Другог српско-турског рата (1877—1878) долази до вероватно највећег исељавања Срба са Косова и Метохије. До 1878. године Албанци су били мањина на данашњем простору Косова и Метохије. Тада је дошло до значајног пораста броја Албанаца на том простору. Краљ Милан је после Другог српско-турског рата наредио исељавање десетина хиљада Албанаца који су живели у подручјима Топлице, надомак Ниша и Јабланице, све до Лесковца. Прокупље је тада, на пример, било већински насељено Албанцима. Албанци воле да кажу да „неће бити мира све док не напоје биволицу на Топлици и краву на Морави…” Многи су све до пре неколико година долазили у бивша села у Топлици, са турским папирима о власништву над имањима. У вези овога, важно је напоменути да су Срби ове просторе населили још у 9. веку, много пре Албанаца, који су дошли тек у 16. веку, након Османлијске окупације Србије.
Прокупље је према попису из 1878. године имало 1804 становника, а по попису из 1879. године 2560 становника. За једну годину број становника у Прокупљу се повећао за 42%. Крајем 19. века Прокупље је средиште Топличког округа и у њему је окружна власт и суд за цео округ. У њему су канцеларије за прокупачке и добричке срезове.
У 20. век Прокупље је ушло као мало насеље од 4000-5000 становника, и даље је седиште округа, али без много комуникација са осталим светом, нема железницу, а и путеви су били у лошем стању. У Прокупље се са југа улазило преко дрвеног моста на Топлици. У Ниш се одлазило и из њега враћало прашњавим друмом преко Дебелог брда. У граду је био један лекар, а болница није постојала. Први лекар који је лечио Топличане након ослобођења, био је Др Алекса Савић који је касније био народни посланик и министар здравља у Влади Краљевине Срба, Хрвата и Словенаца. Прокупље је имало један хотел „Европу“ и неколико кафана. Осим окружних, среских и управних судских власти, војне команде места, основне школе, старе цркве и поште, никаквих других значајнијих установа у Прокупљу почетком 20. века није било. У граду су и даље постојале две џамије и турски водовод. Становништво се махом бавило пољопривредом, а мањим делом занатством. Гимназија у Прокупљу је отворена 1908. године, а књижница 1909. године, пошта 1912. године.
Тек започети привредни и културни развој Прокупља прекинуће Балкански ратови (1912—1913) и Први светски рат (1914—1918).
Прокупље је за време Балканских ратова било мобилизацијско место Другог пешадијског пука „Књаз Михаило“. Овај пук су још звали „Топлички“, а у Брегалничкој бици добиће и назив „Гвоздени“. Други пешадијски пук „Књаз Михаило“ је у оквиру своје Моравске дивизије првог позива у Првом Балканском рату учествовао у три познате битке: Кумановској, у бици за Прилеп и Битољ. У Првом и Другом балканском рату од укупно мобилисаних 4865 старешина и војника који су 7. октобра 1912. године кренули у рат, из рата се није вратио 61 официр (70%) и 2938 подофицира и војника (62%).
У јесен 1915. године, током Првог светског рата, један део српске војске прошао је кроз Прокупље, а са њом и један део народа из Топлице. Бугарске окупаторске трупе ушле су у Прокупље 2. новембра 1915. године, а аустроугарске сутрадан. Бугарске власти су вршиле бугаризацију, а сви виђенији људи су интернирани у Бугарску или убијени. Крајем 1916. године издата је наредба за мобилизацију српског становништва за бугарску војску, што је и непосредан повод за избијање Топличког устанка на овим просторима. Устанак је започео у Куршумлији 26. фебруара 1917. године, а 3. марта ослобођено је и Прокупље. Устанак се проширио на целу Топлицу и Пусту Реку, Копаоник, Ибарску долину све до Рудника и до Озрена на истоку. На челу устанка су Коста Војиновић, резервни поручник и Коста Миловановић Пећанац, капетан српске војске кога је српска врховна команда са Солунског фронта авионом послала у Топлицу са циљем да народ припреми за устанак кад за то дође време. Око 13.500 устаника, за месец дана колико је трајао устанак, створило је слободну територију у пречнику од 80 km. Центар те слободне територије је било Прокупље. Да би угушио устанак окупатор је био принуђен да ангажује велике војне формације, али притом је починио и многе ратне злочине. Отпор окупатору није престајао чак и онда када је Коста Војиновић извршио самоубиство 23. децембра 1917. године у једној воденици у селу Гргуру, како не би био заробљен од стране бугарских војника који су га опколили.
Након пробоја Солунског фронта, јединице српске Прве армије под командом Петра Бојовића са деловима француске коњичке бригаде под командом генерала Огиста Шарла Транијеа ослободиле су Прокупље 12. октобра 1918. године.
У Краљевини СХС Прокупље је добило железничку пругу (1925), почиње изградња новог водовода (1926) и ниже пољопривредне школе (1927). Залагањем Др Алексе Савића у Прокупљу је изграђена болница 1929. године. 1934. године изграђен је нови камени мост на Топлици, започета је изградња Соколског дома, а 9. септембра краљ Александар Карађорђевић открива у центру града споменик Топличанима палим у ратовима 1912-1918. године. У Соколском дому је 1937. године постављена биста краља Александра. На свечаности поводом обележавања три деценије рада тамошњег Соколског друштва, откривена је поред оне краљу, и споменик војводи из Топличког устанка - Кости Војновићу. Тај споменик се налази у парку код Градске апотеке, где се 1917. године водила огорчена борба између српских четника и бугарске окупационе војске. Године 1937, Прокупље добија електричну енергију. У јулу исте године Топлица је погођена катастрофалним поплавама. Године 1939, у новој згради почела је да ради Виша домаћинска школа, почела је изградња нове Гимназије и калдрмисана је главна улица.
Током Другог светског рата, Прокупље осваја 10. априла 1941. године 11. немачка оклопна дивизија, чији један батаљон окупирао Куршумлију, а једна чета Блаце. Немци су део становништва послали у логоре или интернирали у Немачку. Стање се погоршало доласком бугарских трупа у Топлицу почетком 1942. године.
Отпор окупатору отпочео је од првих дана окупације, а већ 3. августа 1941. године у Ајдановцу је формиран Топлички партизански одред на чијем је челу био Ратко Павловић Ћићко, унук војводе Пеке Павловића и искусни борац из Шпанског грађанског рата. Коста Миловановић Пећанац је на планини Соколовици основао „Горски штаб“ и четничке јединице, али се убрзо приближио окупатору. Партизани су успели да ослободе Прокупље 9. октобра 1941. године и на кратко успоставе сарадњу са четницима. Прокупље је остало једини слободан град на југу Србије до почетка 1942. године, када са доласком Бугара настаје тежак период за партизански покрет, али и за становништво у целини. После снажних савезничких бомбардовања крајем лета 1944. године јединице НОВЈ ушле су у Прокупље 3. септембра 1944. године.
У Другом светском рату Топлица је имала огромне људске жртве и материјалну штету. После Другог светског рата је дошло до обнове града. Од места у коме су некада доминирали пољопривреда, занатство и трговина, Прокупље је сваким даном све више постајало индустријски град. 
Индустрија је нагло почела да се развија крајем 1950-их и почетком 1960-их година, а као последица тога настало је напуштање села и нагло запостављање пољопривредне производње, када су се стварали конкретни услови за даљи развитак. Индустрија је била доминантна делатност у Прокупљу у периоду од 1960 - 1990. године. Најпре су се удружиле занатлије, онда су створена мала занатска предузећа из којих су изникле фабрике и читави индустријски комбинати. Тако се зачела прокупачка индустрија, коју су сачињавали: Комбинат обојених метала (КОМ-ФОМ), Индустрија азбестних производа „ФИАЗ“, Индустрија филца „Никодије Стојановић - Татко“, Фабрика стакла „Кристал“, Винарско предузеће „Прокупац“, Топлички рудници метала и неметала „Фелдспат“, фабрика чоколаде, кандита и дезерта „Инка” и текстилна индустија „Топличанка” и др.
И у другој половини 20. века Прокупље је привредно и културно средиште Топлице.
У току НАТО бомбардовања СРЈ, Прокупље (касарна Ратко Павловић Ћићко) је било први бомбардовани град на простору СРЈ 24. марта 1999. године. При овом нападу двоје људи је погинуло, а неколицина је рањена.
Према попису становништва из 2002. године, само градско насеље имало је 27.673 становника, а град 51.698 становника. Према попису из 2011. године, градско насеље Прокупља има је 27.333 становника, док цео Град Прокупље има 44.419 становника. 20. јуна 2018. године Прокупље је добило статус града.

## Култура
Вредан споменички комплекс тврђава Хисар, остаци античког храма, остаци ранохришћанске цркве, Латинска црква из 14. века као и црква светог Прокопија из 10. века, налази се у старом градском језгру Прокупља. На месту тзв. Латинске цркве тј Југбогданове цркве, испод и испред средњовековне цркве откривени су темељи римског храма који је, судећи према налазу статуе Херкула, био посвећен управо њему, као и остаци касноантичке-ранохришћанске цркве из 5 или 6. века. ,, Латинска црква је једнобродна грађевина, изграђена у 14. веку, између 1340. и 1360. године. Током 16. и 17. века дубровачки трговци који су у Прокупљу имали колонију користили су је као своју цркву. Богослужење је било на латинском језику па отуда и назив Латинска црква. Истраживања у порти и цркви Св. Прокопија показала су постојање пет хронолошких хоризоната: позносредњовековни, насељавање у 14. веку, остаци некрополе из 11./12. века, рановизантијски хоризонт из 6. века са остацима насеља и антички хоризонт 3/4. века са остацима монументалних терми. Откопане терме, као једно од најзначајнијих достигнућа римске архитектуре биле су део урбане структуре античког Хамеума. Римске терме су у време гоњења биле место окупљања хришћана и страдања појединих мученика због чега су касније биле претваране у цркве. Сама црква има три фазе градње: из 9/10. века потичу наос, два бочна брода и припрата. Другој фази из почетка XI века припада базиликални облик цркве добијен накнадним убацивањем два низа стубаца и два полуступца између апсиде и западног зида. Трећа градитељска обнова била је између 1386. и 1395. године. Црква је тешко страдала 1690. а обновљена је 1734. године. Фреске потичу из 18. и 19. века, иконостас је из 1847. године са иконама из 18, 19. и 20. века.
У Прокупљу постоје следеће културне установе: Народни музеј Топлице, Историјски архив Топлице, Народна библиотека „Раде Драинац“, Дом културе „Радивој Увалић—Бата“ и Галерија „Божа Илић”. Од образованих установа постоје четири основне школе („9. октобар”, „Никодије Стојановић—Татко”, „Ратко Павловић—Ћићко” и „Милић Ракић—Мирко”), четири средње (Гимназија Прокупље, Медицинска школа „Др Алекса Савић“, Техничка школа „15. мај“ и Пољопривредна школа „Радош Јовановић—Сеља” и једна висока (Топличка академија струковних студија).
- Народни музеј Топлице
- Основна школа „Ратко Павловић—Ћићко”
- Остаци тзв. Латинске цркве и Југ Богданова црква из 14. века
- Црква Светог Прокопија

## Здравство
Од здравствених установа у Прокупљу постоје Дом здравља „Прокупље” и Општа болница „Др Алекса Савић” (основана 1929. године).

## Демографија
У насељу Прокупље живи 21.225 пунолетних становника, а просечна старост становништва износи 36,6 година (35,5 код мушкараца и 37,7 код жена). У насељу има 8686 домаћинстава, а просечан број чланова по домаћинству је 3,17.
Ово насеље је великим делом насељено Србима (према попису из 2002. године).
|             | \| Демографија[7] \| Демографија[7] \| Демографија[7] \| \| Година \| Становника \| Становника \| \| -------------- \| -------------- \| -------------- \| \| 1948. \| 8.739 \| \| \| 1953. \| 10.050 \| \| \| 1961. \| 13.679 \| \| \| 1971. \| 20.104 \| \| \| 1981. \| 25.602 \| \| \| 1991. \| 28.303 \| 27.777 \| \| 2002. \| 27.673 \| 28.597 \| \| 2011. \| 27.333 \| \| \| 2022. \| 24.627 \| \| |            |
| Демографија | |            |
| Година      | Становника | Становника |
| 1948.       | 8.739 |            |
| 1953.       | 10.050 |            |
| 1961.       | 13.679 |            |
| 1971.       | 20.104 |            |
| 1981.       | 25.602 |            |
| 1991.       | 28.303 | 27.777     |
| 2002.       | 27.673 | 28.597     |
| 2011.       | 27.333 |            |
| 2022.       | 24.627 |            |

| Етнички састав према попису из 2002.‍ | Етнички састав према попису из 2002.‍ | Етнички састав према попису из 2002.‍ | Етнички састав према попису из 2002.‍ | Етнички састав према попису из 2002.‍ |
| ------------------------------------ | ------------------------------------ | ------------------------------------ | ------------------------------------ | ------------------------------------ |
|                                      |                                      |                                      |                                      |                                      |
| Срби                                 | Срби                                 |                                      | 25.760                               | 93,08%                               |
| Роми                                 | Роми                                 |                                      | 1.258                                | 4,54%                                |
| Црногорци                            | Црногорци                            |                                      | 138                                  | 0,49%                                |
| Македонци                            | Македонци                            |                                      | 50                                   | 0,18%                                |
| Хрвати                               | Хрвати                               |                                      | 35                                   | 0,12%                                |
| Југословени                          | Југословени                          |                                      | 22                                   | 0,07%                                |
| Словенци                             | Словенци                             |                                      | 9                                    | 0,03%                                |
| Бугари                               | Бугари                               |                                      | 7                                    | 0,02%                                |
| Мађари                               | Мађари                               |                                      | 5                                    | 0,01%                                |
| Румуни                               | Румуни                               |                                      | 3                                    | 0,01%                                |
| Муслимани                            | Муслимани                            |                                      | 3                                    | 0,01%                                |
| Горанци                              | Горанци                              |                                      | 3                                    | 0,01%                                |
| Руси                                 | Руси                                 |                                      | 2                                    | 0,00%                                |
| Немци                                | Немци                                |                                      | 2                                    | 0,00%                                |
| Словаци                              | Словаци                              |                                      | 1                                    | 0,00%                                |
| Бошњаци                              | Бошњаци                              |                                      | 1                                    | 0,00%                                |
| непознато                            | непознато                            |                                      | 182                                  | 0,65%                                |

| \| \| м \| \| \| ж \| \| ? \| 109 \| \| \| 139 \| \| 80+ \| 131 \| \| \| 206 \| \| 75—79 \| 185 \| \| \| 325 \| \| 70—74 \| 373 \| \| \| 580 \| \| 65—69 \| 565 \| \| \| 673 \| \| 60—64 \| 646 \| \| \| 688 \| \| 55—59 \| 669 \| \| \| 710 \| \| 50—54 \| 1.095 \| \| \| 1.102 \| \| 45—49 \| 1.132 \| \| \| 1.131 \| \| 40—44 \| 968 \| \| \| 981 \| \| 35—39 \| 903 \| \| \| 1.048 \| \| 30—34 \| 951 \| \| \| 970 \| \| 25—29 \| 996 \| \| \| 1.034 \| \| 20—24 \| 1.034 \| \| \| 999 \| \| 15—19 \| 1.058 \| \| \| 1.014 \| \| 10—14 \| 1.030 \| \| \| 1.059 \| \| 5—9 \| 935 \| \| \| 787 \| \| 0—4 \| 768 \| \| \| 679 \| \| Просек : \| 35,5 \| \| \| 37,7 \| |       |  |  |       |
| |       |  |  |       |
| | м     |  |  | ж     |
| ? | 109   |  |  | 139   |
| 80+ | 131   |  |  | 206   |
| 75—79 | 185   |  |  | 325   |
| 70—74 | 373   |  |  | 580   |
| 65—69 | 565   |  |  | 673   |
| 60—64 | 646   |  |  | 688   |
| 55—59 | 669   |  |  | 710   |
| 50—54 | 1.095 |  |  | 1.102 |
| 45—49 | 1.132 |  |  | 1.131 |
| 40—44 | 968   |  |  | 981   |
| 35—39 | 903   |  |  | 1.048 |
| 30—34 | 951   |  |  | 970   |
| 25—29 | 996   |  |  | 1.034 |
| 20—24 | 1.034 |  |  | 999   |
| 15—19 | 1.058 |  |  | 1.014 |
| 10—14 | 1.030 |  |  | 1.059 |
| 5—9 | 935   |  |  | 787   |
| 0—4 | 768   |  |  | 679   |
| Просек : | 35,5  |  |  | 37,7  |

| Година пописа     | 1948. | 1953. | 1961. | 1971. | 1981. | 1991. | 2002. |
| ----------------- | ----- | ----- | ----- | ----- | ----- | ----- | ----- |
| Број домаћинстава | 2.593 | 2.707 | 3.869 | 5.936 | 7.551 | 8.448 | 8.686 |

| Број чланова      | 1     | 2     | 3     | 4     | 5   | 6   | 7   | 8  | 9  | 10 и више | Просек |
| ----------------- | ----- | ----- | ----- | ----- | --- | --- | --- | -- | -- | --------- | ------ |
| Број домаћинстава | 1.348 | 1.806 | 1.672 | 2.499 | 827 | 373 | 104 | 38 | 13 | 6         | 3,17   |

| Пол    | Укупно | Неожењен/Неудата | Ожењен/Удата | Удовац/Удовица | Разведен/Разведена | Непознато |
| ------ | ------ | ---------------- | ------------ | -------------- | ------------------ | --------- |
| Мушки  | 10.815 | 3.126            | 6.945        | 439            | 206                | 99        |
| Женски | 11.600 | 2.390            | 7.047        | 1.538          | 504                | 121       |
| УКУПНО | 22.415 | 5.516            | 13.992       | 1.977          | 710                | 220       |

| Пол    | Укупно                    | Пољопривреда, лов и шумарство | Рибарство                            | Вађење руде и камена | Прерађивачка индустрија       |
| ------ | ------------------------- | ----------------------------- | ------------------------------------ | -------------------- | ----------------------------- |
| Мушки  | 5.088                     | 129                           | 0                                    | 6                    | 1.876                         |
| Женски | 3.907                     | 49                            | 0                                    | 0                    | 1.242                         |
| Укупно | 8.995                     | 178                           | 0                                    | 6                    | 3.118                         |
|        |                           |                               |                                      |                      |                               |
| Пол    | Производња и снабдевање   | Грађевинарство                | Трговина                             | Хотели и ресторани   | Саобраћај, складиштење и везе |
| Мушки  | 157                       | 158                           | 424                                  | 109                  | 226                           |
| Женски | 35                        | 22                            | 489                                  | 72                   | 62                            |
| Укупно | 192                       | 180                           | 913                                  | 181                  | 288                           |
|        |                           |                               |                                      |                      |                               |
| Пол    | Финансијско посредовање   | Некретнине                    | Државна управа и одбрана             | Образовање           | Здравствени и социјални рад   |
| Мушки  | 53                        | 52                            | 732                                  | 271                  | 336                           |
| Женски | 98                        | 48                            | 229                                  | 365                  | 893                           |
| Укупно | 151                       | 100                           | 961                                  | 636                  | 1.229                         |
|        |                           |                               |                                      |                      |                               |
| Пол    | Остале услужне активности | Приватна домаћинства          | Екстериторијалне организације и тела | Непознато            | Непознато                     |
| Мушки  | 114                       | 0                             | 2                                    | 443                  | 443                           |
| Женски | 66                        | 0                             | 0                                    | 237                  | 237                           |
| Укупно | 180                       | 0                             | 2                                    | 680                  | 680                           |

## Градови побратими
- Ивердон,  Швајцарска
- Монтобан,  Француска
- Епон,  Француска
- Корген,  Норвешка

## Спорт
У Прокупљу постоји више спортских клубова. У граду такође постоји фудбалски стадион, спортска хала „Др Зоран Ђинђић” и неколико тениских терена.

### Спортски клубови
- Фудбалски клуб „Топличанин”, основан 1919.
- Фудбалски клуб „Косовац”
- Кошаркашки клуб „Прокупље”
- Рукометни клуб „Топличанин”
- Одбојкашки клуб „Топличанин”
- Тениски клуб „Топличанин”
- Стонотениски клуб „Топличанин”
- Карате клуб „Топличанин”
- Планинарско-скијашки клуб „Топлица”

## Познате личности
- Божа Илић (1919—1993), југословенски и српски сликар социјалистичког реализма.
- Радослав Лале Миленковић (1926—2014), југословенски и српски сликар.
- Божидар Боки Милошевић (1931—2018), српски кларинетиста, директор Народног оркестра РТБ, музички професор и члан Београдске филхармоније.
- Михајло Костић Пљака (1933—2001), југословенски и српски глумац.
- Петар Бјелица (1936—2004), научни саветник и истакнути југословенски стручњак за регионални развој.
- Драган Дробњак (1941), српски вајар и дизајнер стакла.
- Павле Миленковић (1964), српски социолог.
- Слободан Вељковић Цоби (1985), српски репер, текстописац и музички продуцент.

## Галерија
- Општа болница „Др Алекса Савић” Прокупље
- Споменик др Алекси Савићу у дворишту болнице
- Растовничко језеро
- Железничка станица
- Основни и Виши суд у Прокупљу
- Стадион ФК Топличанин
- Споменик страдалим полицајцима
- Споменик палим борцима НОВЈ на Хисару
- Споменик палим борцима НОВЈ на Хисару
- Општински парк
- Споменик Зорану Ђинђићу испред Спортске хале